# 2000-es US Open (tenisz)

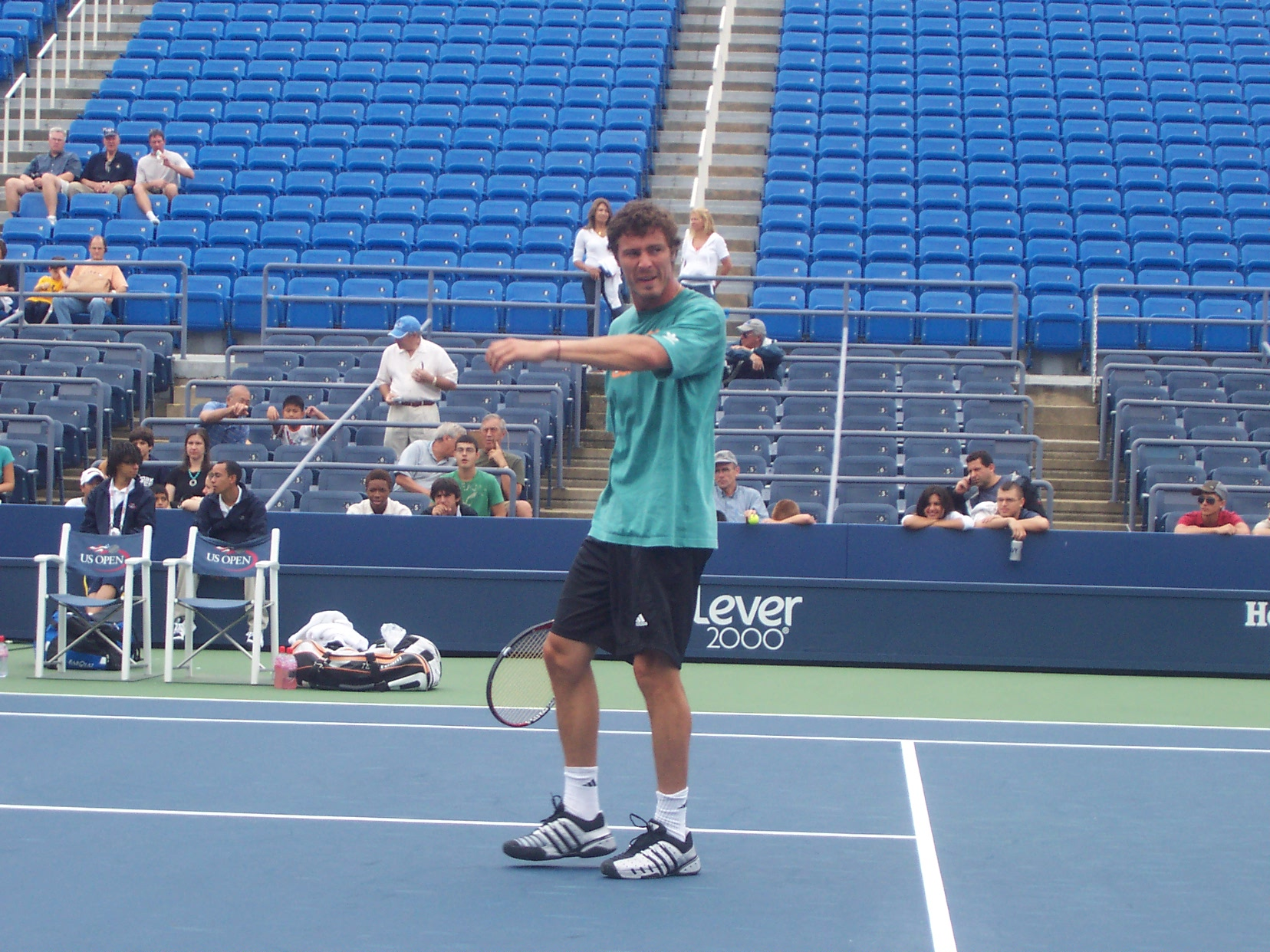
Marat Mihajlovics Szafin

A 2000-es US Open volt az év negyedik Grand Slam-tornája, a US Open 120. kiadása volt. New Yorkban, rendezték meg augusztus 28. és szeptember 10. között.
A férfiaknál az első Grand Slam-győzelmét szerző Marat Szafin lett a bajnok, miután a döntőben legyőzte az amerikai Pete Samprast. A nőknél Wimbledon után itt is Venus Williams győzött.

## Döntők

### Férfi egyes
Marat Szafin –   Pete Sampras, 6-4, 6-3, 6-3

### Női egyes
Venus Williams –  Lindsay Davenport, 6-4, 7-5

### Férfi páros
Lleyton Hewitt /  Makszim Mirni –  Rick Leach /  Ellis Ferreira, 6-4, 5-7, 7-6

### Női páros
Julie Halard-Decugis /  Szugijama Ai –  Cara Black /  Jelena Lihovceva, 6-0, 1-6, 6-1

### Vegyes páros
Arantxa Sánchez Vicario /  Jared Palmer –  Anna Kurnyikova /  Makszim Mirni, 6-4, 6-3

## Junior döntők

### Fiú egyéni
Andy Roddick –  Robby Ginepri, 6–1, 6–3

### Lány egyéni
María Emilia Salerni –  Tetyjana Perebijnisz, 6–3, 6–4

### Fiú páros
Lee Childs /  James Nelson –  Tres Davis /  Robby Ginepri, 6–2, 6–4

### Lány páros
Gisela Dulko /  María Emilia Salerni –  Kapros Anikó /  Christina Wheeler, 3–6, 6–2, 6–2